# پرستو مه نمای اقدم

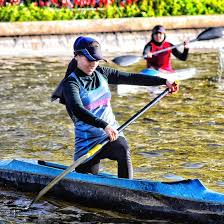
پرستو مه نمای اقدم در حال تمرین در پارک ائل گلی

پرستو مه نمای اقدم قایقران ملی پوش ایرانی از تیم استان آذربایجان شرقی است که در ماده قایق‌رانی آب‌های آرام بخش کانو فعالیت می‌کند.

## نشان‌ها
پرستو مه نمای اقدم  تنها نماینده استان آذربایجان شرقی در تیم ملی جوانان ایران دارنده 10 مدال نقره و برنز کشوری، در مسابقات بین‌المللی قایقرانی کاپ ریاست جمهوری آذربایجان موفق به کسب دو مدال طلا در دو ماده کانوی ۲۰۰ و ۵۰۰ متر شد.
او همچنین در مسابقات کاپ جهانی ماراتن آب‌های آرام در کشور چین در سال ۹۶ توانست در جایگاه هفتم از بین ۴۲ ورزشکار بایستد.
او علاوه بر رشته قایقرانی دارای چندین مدال طلا در رشته شنا در سطح کشوری است
وی به تازگی به آلمان پناهنده شده است.